# Casarejos
Casarejos es un municipio y localidad española de la provincia de Soria, en la comunidad autónoma de Castilla y León. El término municipal tiene una población de 146 habitantes (INE 2024).

## Geografía

Término municipal.

El municipio tiene un área de 28,08 km². Pueblo de la comarca de Pinares y del  partido judicial de El Burgo de Osma, se sitúa a 54 km de la capital soriana. El término municipal está atravesado por la carretera nacional N-234, en el pK 401, por la carretera provincial SO-920 (El Burgo de Osma-San Leonardo de Yagüe) y por una carretera local que permite la comunicación con Vadillo. Desde el punto de vista jerárquico de la Iglesia católica forma parte de la diócesis de Osma la cual, a su vez, pertenece a la archidiócesis de Burgos. 
El relieve del municipio es montañoso, contando con frondosos bosques y numerosos arroyos. El río Lobos hace de límite con Santa María de las Hoyas. La altitud oscila entre los 1312 m en el extremo norte, en plena sierra de la Umbría, y los 950 m en el mismo cañón del río Lobos. El pueblo se alza a 1089 m sobre el nivel del mar. 
| Noroeste: San Leonardo de Yagüe    | Norte: Comunidad de Canicosa de la Sierra y Casarejos | Nordeste: Navaleno                  |
| Oeste: San Leonardo de Yagüe       |                                                       | Este: Vadillo                       |
| Suroeste: Santa María de las Hoyas | Sur: Herrera de Soria                                 | Sureste: Vadillo y Herrera de Soria |

### Medio ambiente
En su término e incluidos en la Red Natura 2000 los siguientes lugares:
- Lugar de Interés Comunitario conocido como Cañón del Río Lobos, ocupando 156 hectáreas, el 6 % de su término.[1]
- Lugar de Interés Comunitario conocido como Sabinares Sierra de Cabrejas, ocupando 21 hectáreas, el 1 % de su término.[2]
- Zona Especial Protección de Aves conocida como Cañón del Río Lobos ocupando 644 hectáreas, el 23% de su término.[3]

## Historia
En el censo de 1789, ordenado por el conde de Floridablanca, figuraba como lugar del Concejo de San Leonardo del Partido de Tierra de Roa en la Intendencia de Burgos, con jurisdicción de señorío y bajo la autoridad del alcalde pedáneo, nombrado por el duque de Veragua. Contaba entonces con 349 habitantes.
A la caída del Antiguo Régimen la localidad se constituye en municipio constitucional en la región de Castilla la Vieja, partido de El Burgo de Osma que en el censo de 1842 contaba con 76 hogares y 308 vecinos.
Según Elementos del derecho mercantil español o biblioteca del comerciante, Casarejos contaba en le siglo XIX con minas de plata sin explotar. 

## Demografía
Cuenta con una población de 146 habitantes (INE 2024).
| Gráfica de evolución demográfica de Casarejos entre 1842 y 2021                                                       |
| |
| Población de derecho según los censos de población del INE. Población de hecho según los censos de población del INE. |

## Fiestas

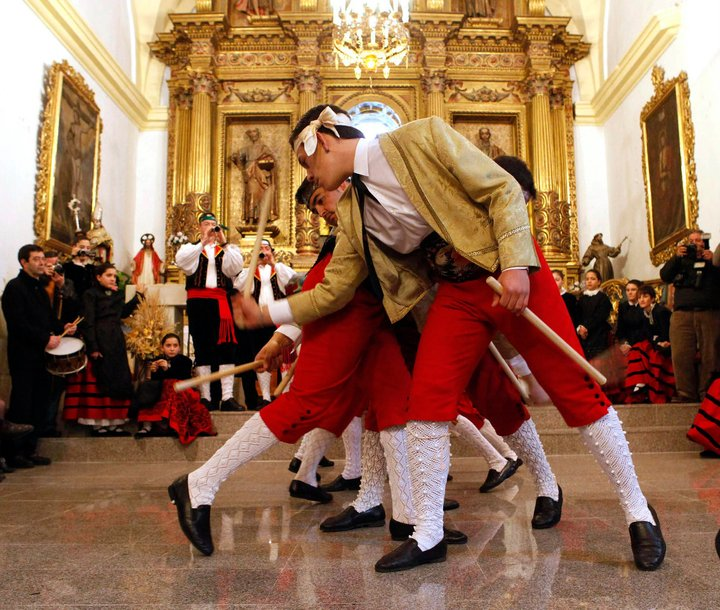
Vista de la danza en el interior de la iglesia

Las fiestas patronales de Casarejos son en San Ildefonso los días del 22 al 25 de enero.Se hace lo siguiente:
- El primer día, el 22, se celebra a anochecer la “iluminaria” que es una hoguera realizada en la puerta de la iglesia del pueblo después de la misa de la víspera. Esta tradición se hacía para que en los pueblos de alrededor se diese a conocer que al día siguiente comenzaban las fiestas del pueblo.La historia cuenta que el día 22 después de la hoguera se hacía la tradicional comedia realizada por la gente del pueblo, en el descanso de la comedia las gentes del pueblo solían llevar sus “sobadillos” que son unos dulces característicos del pueblo, para que la gente de allí los probase.

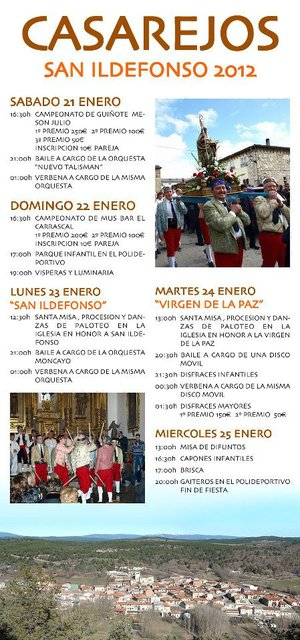
Cartel de fiestas 2012

- El día 23, “día de San Ildefonso”, es el día más importante de las fiestas del pueblo. Vienen todas las autoridades y por la mañana se celebra una misa.A término de la misma se celebran las características danzas de paloteo propias del pueblo. Después se celebra la procesión en honor  al santo, en la que se hacen tres paradas para bailar al mismo. Tras esto en la iglesia, se degustan los sobadillos que ha hecho la gente del pueblo para ofrecer al santo, después las autoridades, danzantes y curas van juntos a comer para celebrarlo. Ese mismo día por la tarde se solía celebrar el característico torneo de guiñote. Desde por la tarde hasta casi el amanecer, para concluir la fiesta del día, se celebran verbenas en el polideportivo.
- Al día siguiente, el día 24, día de “la Virgen de la Paz]”, se celebra en la iglesia, al terminar la misa una vez más las danzas de paloteo, con la típica procesión pero esta vez con la imagen de la virgen,  a la que también se le baila en tres lugares, otra vez se vuelven a degustar sobadillos, y vuelven danzantes y miembros del ayuntamiento a comer juntos en celebración. Esta tarde se solía celebrar un campeonato de “mus”. Por la tarde se suele celebrar junto a la orquesta el concurso de disfraces infantiles, y por la noche en el descanso de la misma orquesta se suelen celebrar los disfraces de adultos con un buen premio, para seguir con la verbena de la orquesta hasta casi el amanecer como el anterior día, los mozos que aguantan hasta el amanecer van a las casas de la gente del pueblo a almorzar.
- El día 25, el día de “los difuntos”, por la mañana se celebra la misa, y por la tarde se suelen celebrar los capones infantiles con premio para todos los participantes, por la tarde noche en el polideportivo  se suele realizar una merienda para todos los vecinos del pueblo amenizada por gaiteros para concluir las fiestas.